# Cabelo cacheado

A mestiça, óleo sobre tela, Juan Luna y Novicio, 1887. Acervo da Biblioteca Museu Víctor Balaguer.

Os cabelos cacheados são uma variedade de cabelo humano cujas mechas apresentam o aspecto de "molas", formando cachos que podem iniciar desde a raiz ou somente no comprimento e nas pontas, e no geral ficam definidos com facilidade. Na classificação dos fios, os cacheados são os de número 3, sendo o tipo 3A o que possui espirais mais abertas, com formato de S bem definido. Já o de tipo 3B, por sua vez, indica um cabelo cacheado volumoso, com cachos mais fechados e tendência à formação de frizz. Por fim, o de tipo 3C é o mais próximo de cabelo crespo, com cachos mais ou menos da espessura de um lápis e tendem a encolher quando estão secos. O cabelo cacheado é encontrado na Europa (principalmente a parte sul), Norte de África, Médio Oriente e América (devido a imigração europeia e também a mistura com a africana em certas regiões). Os cacheados são volumosos, podem nascer lisos nas raízes e irem formando cachos pela extensão dos fios, que são um pouco mais soltos em comparação com os crespos, pois nesse caso, o efeito encaracolado do cabelo se dá de uma forma mais ‘aberta’.

## Tipologia
Na classificação dos fios, os cacheados são os de número 3. Eles são bem volumosos e mais definidos que os cabelos ondulados. Portanto, a oleosidade natural do couro cabeludo tem dificuldade de chegar às pontas e os cachos ganham ressecamento, frizz e a necessidade de tratamento mais frequente com hidratação, nutrição e reconstrução capilar.
- Cacho 3A: são os cachos mais abertos e hidratados. A definição é alcançada facilmente com um ativador de cachos e a quantidade de frizz é menor.[2]
- Cacho 3B: os cachos mais acentuados e têm muita facilidade de ficar com frizz. Desse tipo de cacho em diante, a fronha de seda para dormir e o óleo finalizador seriam itens indispensáveis.[2]
- Cacho 3C: nesse tipo os fios já são bem mais ressecados e mais grossos. O diâmetro costuma ser mais ou menos do tamanho de um lápis e eles ficam armados com facilidade.[2]